# Hezekiah
Hezekiah is de artiestennaam van underground rapper, Hiphop/R&B-componist, en producer Hezekiah J. Davis III (geboren 1972 in een voorstad van Philadelphia) uit de Verenigde Staten.

## Biografie
Als kind zong Hezekiah in de kerk en in een bandje van zijn oom. In zijn middelbareschooltijd, leerde Hezekiah partijen te componeren op een drumcomputer. Na school sloot hij zich aan bij een Hiphopband in Delaware. Door een ontmoeting met The Roots geraakte Hezekiah in de professionele rapwereld, en heeft sindsdien geproduceerd en gerapt voor artiesten als Bilal en Musiq Soulchild. In 2005 brengt hij een eigen CD uit: Hurry Up & Wait.... De CD heeft bij vlagen een sterk The Rootsgeluid. Een tweede album wordt door het Hiphoplabel Rawkus (dochtermaatschappij van MCA/Geffen) uitgebracht in 2007. Hezekiah bracht in 2008 samen met gitarist Tone Whitfield online, ter promotie, het alternatieve R&B/popproject Johnny Popcorn uit.

## Discografie

#### Albums
- 2005 Hurry Up & Wait... (Soulspazm)
- 2007 I Predict a Riot (Rawkus)
- 2010 Conscious Porn (Soulspazm)

#### Online projecten
- 2008 Johnny Popcorn, 6 titels (gratis download)
- 2009 Next Episode by Johnny Popcorn (iTunes)